# Mitthyridium jungquilianum
Mitthyridium jungquilianum är en bladmossart som beskrevs av H. Robinson 1975. Mitthyridium jungquilianum ingår i släktet Mitthyridium och familjen Calymperaceae. Inga underarter finns listade i Catalogue of Life.